# 내셔널 필름 어워드
내셔널 필름 어워드(National Film Awards)는 인도 국제 영화제에서 발표 되는 인도 영화계에서 최대 규모의 영화상이다.

## 개요
1954년에 설립되었다. 1973년 이후에는 인도 국제 영화제와 같이 인도 정부의 영화제 관리위원회에 의해 관리되고 있다.
매년 영화제 심사위원회가 추천한 영화와 일반 항목에서 전형을 진출한 영화가 뉴델리에서 인도 대통령에 의해 개최되는 본 심사로 진행할 수 있다. 본 전형에 진행되는 작품들은 인도 국제 영화제에서 공개된다. 전년도에 인도 영화를 포함한 전 세계에서 만들어진 영화가 심사 대상이 된다. 또한 인도 국내 영화는 주별 및 언어별로 최우수상을 수상한다. 심사 대상이 되는 영화 수와 시상 부문이 많음에 따라 내셔널 필름 어워드는 미국의 영화상인 아카데미상과 동등한 가치있는 상으로 간주되고 있다.

## 심사 방법
현재 내셔널 필름 어워드에 추천 영화 부문과 일반 전형 영화 부문이라는 두 가지 주요 영화상 부문이 있다. 영화 추천 영화 부문의 추천위원회는 2009년에 라훌 돌라키아와 부다데브 다스구프타 등을 포함한 13명의 위원으로 발족했다. 일반 전형 부문의 심사위원회는 5명의 위원으로 구성되어 있다. 선발위원회는 영화제 관리위원회에 의해 임명되지만, 인도 정부와 영화제 관리위원회는 심사 과정에는 관여하지 않는다. 전형위원회의 전형에 관해서는 매년 엄격한 비판이 있다. 추천 영화 부문, 일반 전형 영화 부문은 아울러 매년 100개 이상의 영화가 인도 국내외에서 내셔널 필름 어워드에 등록된다.
심사 규칙은 매년 변경되고, 내셔널 필름 어워드는 규정 문서로서 공개된다. 규제의 내용은 다방면에 걸쳐 특히 인도 국내 영화사와 영화 감독의 작품에 관해서는 많은 규정이 존재한다. 엔트리 영화는 인도 국내에서 촬영 제작해야 하며, 외국 영화사와 공동 제작 영화의 경우 전형에 엔트리에 있어서 6개의 기준을 충족해야 한다. 또한 항목의 경우에는 전년도 1월 1일부터 12월 31일까지 영화 인증 중앙위원회에 신청할 필요가 있다. 신청의 승인이 완료되면, 추천 영화 선정위원회에 의해 추천 영화 부문과 일반 전형 부문 모두에서 항목되는지가 결정된다. 이 종류의 영화 분류 방법에 관해서도 내셔널 필름 어워드 규정에 정의되어 있다.

## 수상
상은 크게 추천 영화 부문, 일반 전형 부문, 영화 평론 부문의 3개 부문으로 구성되어있다. 추천 영화 부문과 일반 전형 부문에서는 영화의 예술성, 기술성 인도 각 주의 독자적인 문화의 표현성, 국가 단결의 표현성 등이 평가 대상이 된다. 영화 평론 부문에서는 신문이나 TV, 영화 전문지 등의 미디어와 영화 연구의 평론, 동영상의 선전 보급 기여도에 따라 평가된다.
또한, 인도 영화의 아버지로 불리는 다다사헤브 팔케의 이름을 딴 다다사헤브 팔케 특별상이 주어진다.
영화상 수상자에게는 메달, 상금, 상장이 수여된다.